# خدرنق مقيد
خدرنق مقيد (الاسم العلمي: Cheiracanthium inclusum) هو نوع من العنكبوتيات يتبع جنس الخدرنق من الفصيلة العناكب الكيسية.